# Мутеса II
Сэр Эдуард Мутеса II (англ. Sir Edward Frederick William David Walugembe Mutebi Luwangula Mutesa II; 19 ноября 1924 — 21 ноября 1969) — 35-й  кабака Буганды, первый президент Уганды с 1962 по 1966 год.
В иностранной прессе Мутеса II часто упоминается как «король Фредди» — имя, которое редко используется в Уганде.

## Биография

### Ранние годы
Мутеса родился в Кампале, 19 ноября 1924 года. Пятый сын кабаки Дауди Чва II, который правил с 1897 по 1939 год. Мутеса получил образование в Королевском колледже Будо, престижной школе Уганды.

### Образование
Мутеса учился в Королевском колледже Будо, прежде чем поехать в Англию, чтобы завершить обучение в Колледже Магдалины, где он присоединился к Университетскому корпусу подготовки офицеров и впоследствии был назначен капитаном гренадерской гвардии.

### Восшествие на престол
После смерти своего отца 22 ноября 1939 года он был избран Кабакой парламентом (люкико) в возрасте 15 лет. Он правил вместе с Советом регентов до тех пор, пока не достиг совершеннолетия.
Мутеса II был коронован как Кабака 19 ноября 1942 года, в день своего восемнадцатилетия. В то время Буганда все ещё была частью Протектората Уганды, территории в составе Британской империи.
В период между 1945 и 1950 годами произошли массовые протесты против правительства губернатора Уганды и кабаки Мутесы II.
В начале 1950-х годов правительство Великобритании выдвинуло идею объединения Британской Восточной Африки (Уганды, Кении и Танганьики) в федерацию. Африканцы опасались, что это приведёт к тому, что они попадут под контроль сообщества белых поселенцев Кении, как это произошло в Федерации Родезии и Ньясаленда. Баганда, опасаясь, что они потеряют ограниченную автономию, которую они имели при британском правлении, были особенно против данной идеи. Сам Мутеса II выступил против этого предложения и, таким образом, вступил в конфликт с британским губернатором сэром Эндрю Коэном, что спровоцировало «кризис Кабака». В 1953 году парламент Буганды добивался независимости от протектората Уганды, а сам Мутеса II требовал, чтобы Буганда был отделён от остальной части протектората Уганды и передан под юрисдикцию министерства иностранных дел. Ответом губернатора Коэна было свержение и изгнание кабаки 30 ноября, что вызвало массовые протесты среди баганда.
Вынужденный отъезд Мутесы II сделал его мучеником в глазах баганды, чей скрытый сепаратизм вызвал бурю протестов. Губернатор Коэн не смог найти среди Баганды никого, кто хотел бы и мог мобилизовать поддержку планам британцев. После двух лет неумолимой враждебности и препятствий со стороны баганды Коэн был вынужден восстановить в должности «Кабаку Фредди», который вернулся в Кампалу 17 октября 1955 года в соответствии с соглашением, которое сделало его конституционным монархом и дало баганде право избирать представителей королевского парламента (люкико). Противостояние Мутесы II Коэну значительно увеличило его популярность в королевстве. (см. соглашение по Буганде (1955)).

### Первый президент Уганды
В 1962 году Уганда обрела независимость от Великобритании под руководством Милтона Оботе. Согласно новой конституции страны, Королевство Буганда стало полуавтономной частью новой федерации Уганды. Федеральным премьер-министром стал Милтон Оботе, лидер «Народного конгресса Уганды» («НКУ»), который вошёл в правящую коалицию с доминирующей региональной партией Буганды – «Кабака Екка». Пост генерал-губернатора Уганды был упразднён.
Оботе и «НКУ» договорились с Мутесой II о поддержке его избрания на пост президента Уганды. На сессии парламента 4 октября 1963 года Мутеса был избран президентом путём тайного голосования при поддержке более двух третей членов.
В 1964 году коалиция между партиями Мутесы II и Оботе распалась из-за того, что против воли Мутесы был проведён референдум, по которой решалась судьба двух «по потерянных округов». Жители двух округов подавляющим большинством проголосовали за отделение от Буганды и вхождение в состав Уньоро. В 1966 году противостояние Мутесы II c Оботе достигло критической отметки: Мутеса и Оботе разошлись во взглядах на статус этноса буганда и королевского домена в независимой Уганде. Оботе столкнулся с возможным отстранением от должности из-за межфракционных противоречии внутри собственной партии. В феврале 1966 года он приказал арестовать четырёх ведущих членов своей партии, а затем приостановил действие федеральной конституции и объявил президента Уганды Мутесу II низложенным. В мае 1966 года региональный парламент Буганды принял резолюцию, в которой объявил, что де-юре включение Буганды в Уганду закончилось приостановлением действия конституции, и потребовал от федерального правительства покинуть столицу, которая находилась в Буганде. Оботе ответил вооружённым нападением на дворец Кабаки. В итоге, Мутеса отправила в изгнание в Соединённое Королевство через территорию Бурунди, а в 1967 году новая конституция упразднила все королевства Уганды, включая Буганду.

## Свержение Мутесы II и смерть в изгнании
Операцию по низложению Мутесы II провёл будущий президент Иди Амин.
Мутеса II написал книгу «Desecration of My Kingdom» («Осквернение моего королевства»).
21 ноября 1969 года Мутеса умер от отравления алкоголем в своей лондонской квартире, № 28 Orchard House в Ротерхите. Столичная полиция возбудило дело о самоубийстве. По утверждению британского журналиста Джона Симпсона, который брал у кабаки интервью в его квартире всего за несколько часов до его смерти, Мутеса был трезв и в хорошем настроении. Узнав о смерти Мутесы, Симпсон сообщил об этом в полицию на следующий день, но дальнейшего расследования не последовало.
Свергнув режим Оботе, в 1971 году Иди Амин организовал возвращение останков Мутесы и устроил государственные похороны бывшему монарху Буганды.